# بناء جابر
بناء جابر أو (ابن أو بنو أو بني) جابر هي بلدية في منطقة بلنسية في إسبانيا.